# Alan Kulwicki

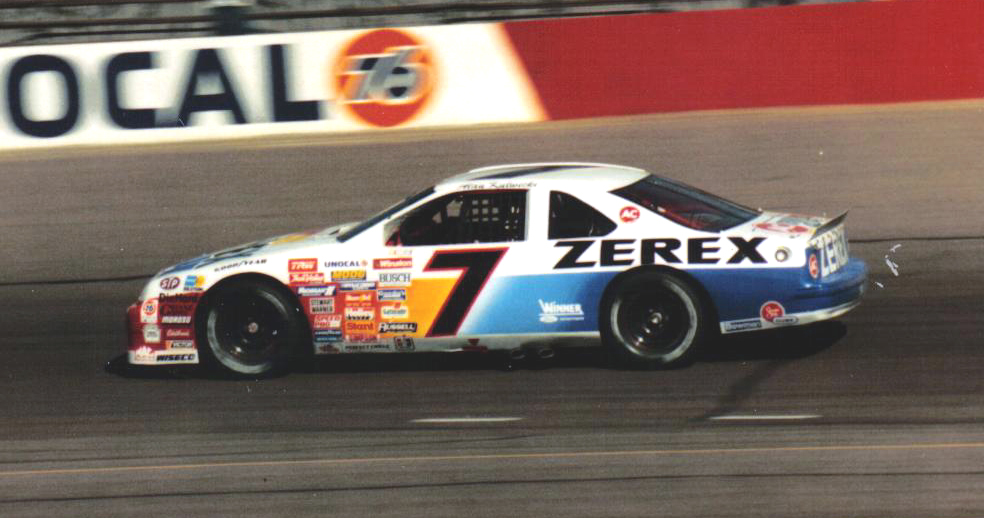
Carro de Alan Kulwicki em 1989.

Alan Dennis Kulwicki (Greenfield (Wisconsin), 14 de dezembro de 1954 - 1 de abril de 1993) foi um piloto estadunidense da NASCAR, foi campeão da categoria em 1992, morreu em um acidente de avião em 1 de abril de 1993.